# Amtskette des Oberbürgermeisters von Köln

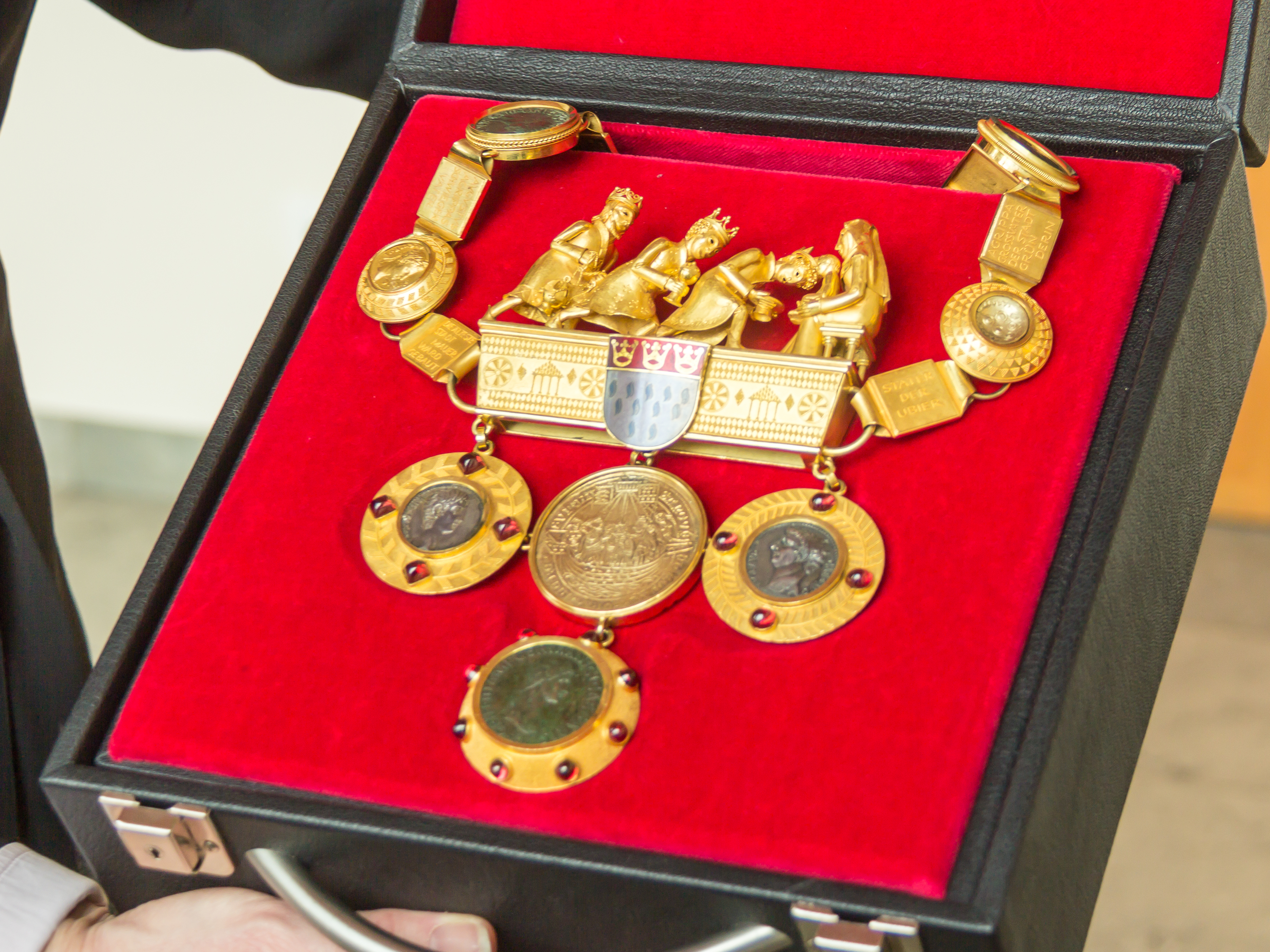
Die Amtskette (2015)

Die Amtskette des Oberbürgermeisters von Köln wird vom jeweiligen Amtsinhaber zu besonderen Anlässen als äußeres Zeichen der Repräsentanz getragen. Sie wurde in den 1950er Jahren von der Goldschmiedin Elisabeth Treskow geschaffen.

## Geschichte

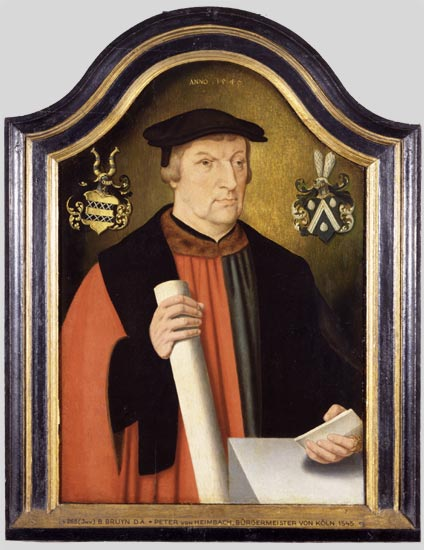
Bürgermeister Peter von Heymbach mit Amtsstab (16. Jh.)

Bis zum Ende der Stellung Kölns als Freie Reichsstadt im Jahre 1794 trugen die zwei Bürgermeister als Stadtoberhäupter lange Stäbe als Kennzeichen ihres Amtes. Später entstand die Tradition der Amtsketten als äußeres Zeichen der Repräsentanz. In der preußischen Zeit trug der Oberbürgermeister eine prächtige Amtskette, was laut der Preußischen Städteordnung zunächst Pflicht, ab 1831 jedoch in einer revidierten Ordnung als „Recht“ formuliert war und damit nicht als Pflicht, sondern als Privileg galt, das nur dem Oberbürgermeister zustand.
1855 wurde vom preußischen König Friedrich Wilhelm III. dem damaligen Bürgermeister Hermann Joseph Stupp „der Titel eines ‚Oberbügermeisters‘ zugleich mit der Auszeichnung verliehen, die ‚goldene Amtskette‘ tragen zu dürfen, und soll das fernerhin ein Ehrenzeichen der Kölner Bürgermeister sein. Es bestehen gewisse Verordnungen über Anfertigung und Beschaffenheit dieser Kette, erlassen vom Minister von Westphalen, und in der Stadtverordnetensitzung am 27. Nov. [1855] sollte deshalb Beschluß gefaßt werden. Das Resultat der Abstimmung war: Die Beschaffung der Amtskette wurde mit 14 gegen 12 Stimmen abgelehnt.“
Der erste Oberbürgermeister Kölns, für den eine Kette auf Grund königlicher Verleihung des Amtes hergestellt wurde, war Hermann Becker (1875–1885). Die Kette war aus Silber und vergoldet und wurde am 22. Mai 1880 für 700 ℳ von Vollgold & Sohn aus Berlin geliefert. Sie sollte 1917 zur Goldsammlung gegeben und gegen eine Kette aus Eisen ausgetauscht werden, doch kam es nicht dazu. Während des Zweiten Weltkriegs wurde sie zusammen mit dem Rathaus zerstört, und – wie die spätere Oberbürgermeisterin Henriette Reker berichtete – „ein nachträglich hinzugefügtes Symbol der Nationalsozialisten gleich mit“. Von der Kette blieben im Panzerschrank des Oberbürgermeisters nur geschmolzene Klumpen übrig.
1953 wertete das Ratsmitglied Peter Schaeven das Fehlen einer Amtskette als „Makel“. Er war der Ansicht, den Oberbürgermeister nicht „einfach so in Zivil herumlaufen zu lassen“, wenn „Takt, guter Geschmack und feierlicher Anlass“ ein repräsentatives Symbol verlangten. Es dauerte rund ein Jahr, bis seine Anregung aufgenommen wurde.

## Herstellung
Der damalige Kölner Oberbürgermeister Ernst Schwering beauftragte die Goldschmiedin Elisabeth Treskow, die heutige Amtskette zu entwerfen. Von 1955 bis 1956 wurde die Kette von ihr in Zusammenarbeit mit Fritz Deutsch, einem ihrer Schüler der Gold- und Silberschmiedeklasse der Kölner Werkschulen, hergestellt. Er fertigte die Granulation, Rudolf Nieballa die Gravuren der Schriften. Fritz Fremersdorf, Direktor der römisch-germanischen Abteilung des Wallraf-Richartz-Museums (heute Römisch-Germanisches Museum), zeichnete für die inhaltliche Konzeption der Kette verantwortlich.
Fremersdorf half auch beim Ankauf antiker Münzen mit Bildnissen von Herrschern, und Oberbürgermeister Schwering persönlich formulierte die Inschriften auf den Zwischengliedern. So steht etwa neben dem antiken Münzbildnis der Stadtpatronin Agrippina der Jüngeren: „Agrippina erhebt Cöln zur römischen Colonie.“ In einer Mitteilung der Stadt heißt es: „So baumelt bis heute die skandalumwitterte Kaiserin bei feierlichen Anlässen unterhalb der linken Schulter des Stadtoberhaupts.“ Die Kosten für die Kette – 29.241,81 DM (inflationsbereinigt heute rund 86900 Euro) – wurden von vermögenden Bürgern der Stadt übernommen.

## Tragen der Kette
Der Oberbürgermeister der Stadt Köln trägt die Amtskette nur zu besonderen Anlässen wie etwa bei Besuchen ausländischer Staatsoberhäupter, bei der Verleihung des Ehrenbürgerrechts, bei Abschlüssen von Städtepartnerschaften, bei Festakten der Universität zu Köln, bei Eintragungen in das Goldene Buch der Stadt sowie bei der Fronleichnamsprozession.
Am 2. Oktober 1955 trug Oberbürgermeister Schwering zur feierlichen Wiedereröffnung des Gürzenich mit prominenten Gästen, darunter Bundeskanzler Konrad Adenauer, Kardinal Frings sowie NRW-Ministerpräsident Karl Arnold, erstmals die neue Amtskette.
Die Kölner Oberbürgermeisterin Henriette Reker, die im Oktober 2015 von einem Attentäter mit einem Messer schwer am Hals verletzt worden war, musste anschließend mehrere Monate auf Anraten ihrer Ärzte auf das Tragen der schweren Kette verzichten.

## Beschreibung

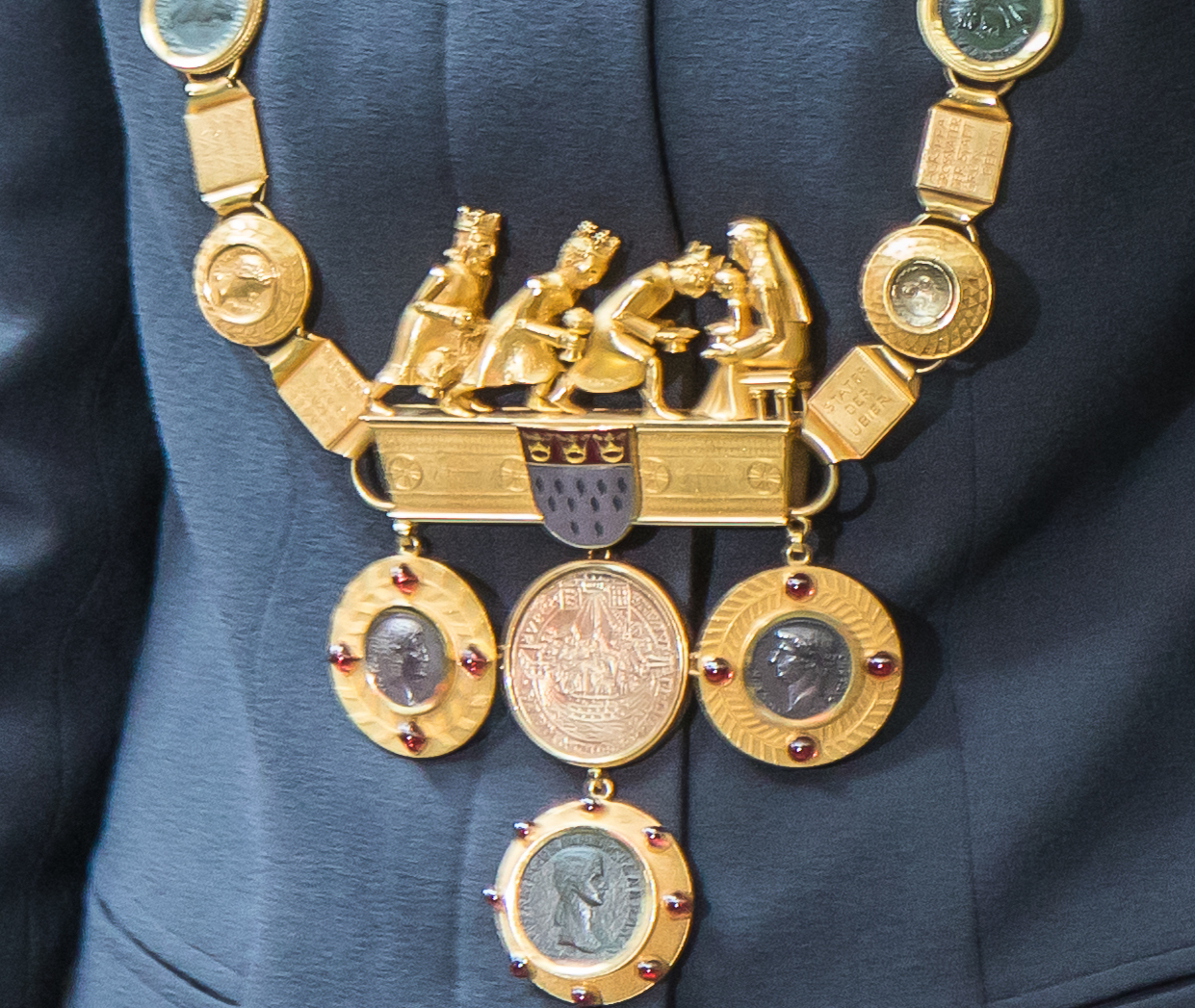
Das Brustschild der Kette: Anbetung der Heiligen Drei Könige

Die Kette setzt sich aus 23 Schmuckschilden zusammen, die mit Zwischengliedern verbunden sind. Die granulierten Fassungen der Schilde umschließen jeweils eine antike oder eine neuzeitliche Münze. Diese Münzen erzählen die Geschichte der Stadt von ihrer Gründung in römischer Zeit bis in die zweite Hälfte des 20. Jahrhunderts. Die älteste Münze ist ein Regenbogenschüsselchen, eine Goldmünze aus vorchristlicher Zeit, die den Ubiern zugeschrieben wird. Die Zwischenglieder tragen erläuternde Inschriften; auf ihren Rückseiten sind die bisherigen Oberbürgermeister und ihre Amtszeiten aufgeführt.
Das Brustschild besteht aus einer querrechteckigen Goldplatte und dem emaillierten Kölner Stadtwappen. Auf dem Schild befindet sich eine Figurengruppe mit der Anbetung der Heiligen Drei Könige, in Anlehnung an den gotischen Bischofsstab des Kölner Erzbischofs. Am Schild hängen drei in Gold gefasste römische Münzen, dazwischen ein mittelalterlicher vergoldeter Ursulataler. Das Rückengehänge besteht aus einem runden Medaillon, auf dem das kriegszerstörte brennende Köln zu sehen ist, sowie aus einer silbernen Medaille mit dem Porträt von Kaiser Karl VII. Auf dem Medaillon ist zu lesen: „Köln, durch Bomben zersprengt und verbrannt, schien tot / zu neuem Leben ward es erweckt durch Liebe und Kraft seiner Bürger.“
Die Kette verkörpere die Stadt Köln und ihre Geschichte, so Oberbürgermeisterin Reker anlässlich einer Sonderausstellung zu Elisabeth Treskow in der Domschatzkammer Köln, aber auch die weibliche Seite „unserer Mutterstadt“. Die Kette sei zwar für Männer gemacht, von Männern erdacht und von Männern beauftragt, dank Treskow trage sie jedoch eine weibliche Handschrift. Weitere weibliche Aspekte der Kette befänden sich in den Münzen, die etwa Agrippina die Ältere und deren Tochter, Agrippina die Jüngere, zeigten, oder im Ursulataler, der auf die Stadtpatronin verweise und damit darauf, dass Frauen bei der Entwicklung Kölns eine entscheidende Rolle innegehabt hätten.

## Kölner Oberbürgermeister mit der Amtskette

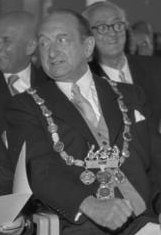
OB Ernst Schwering trägt die Amtskette erstmals 1955 im Gürzenich
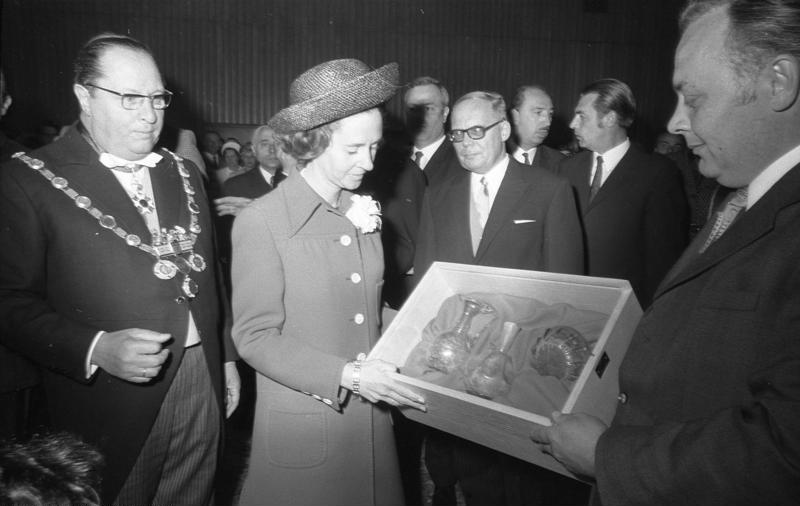
OB Theo Burauen (mit Königin Fabiola von Belgien)
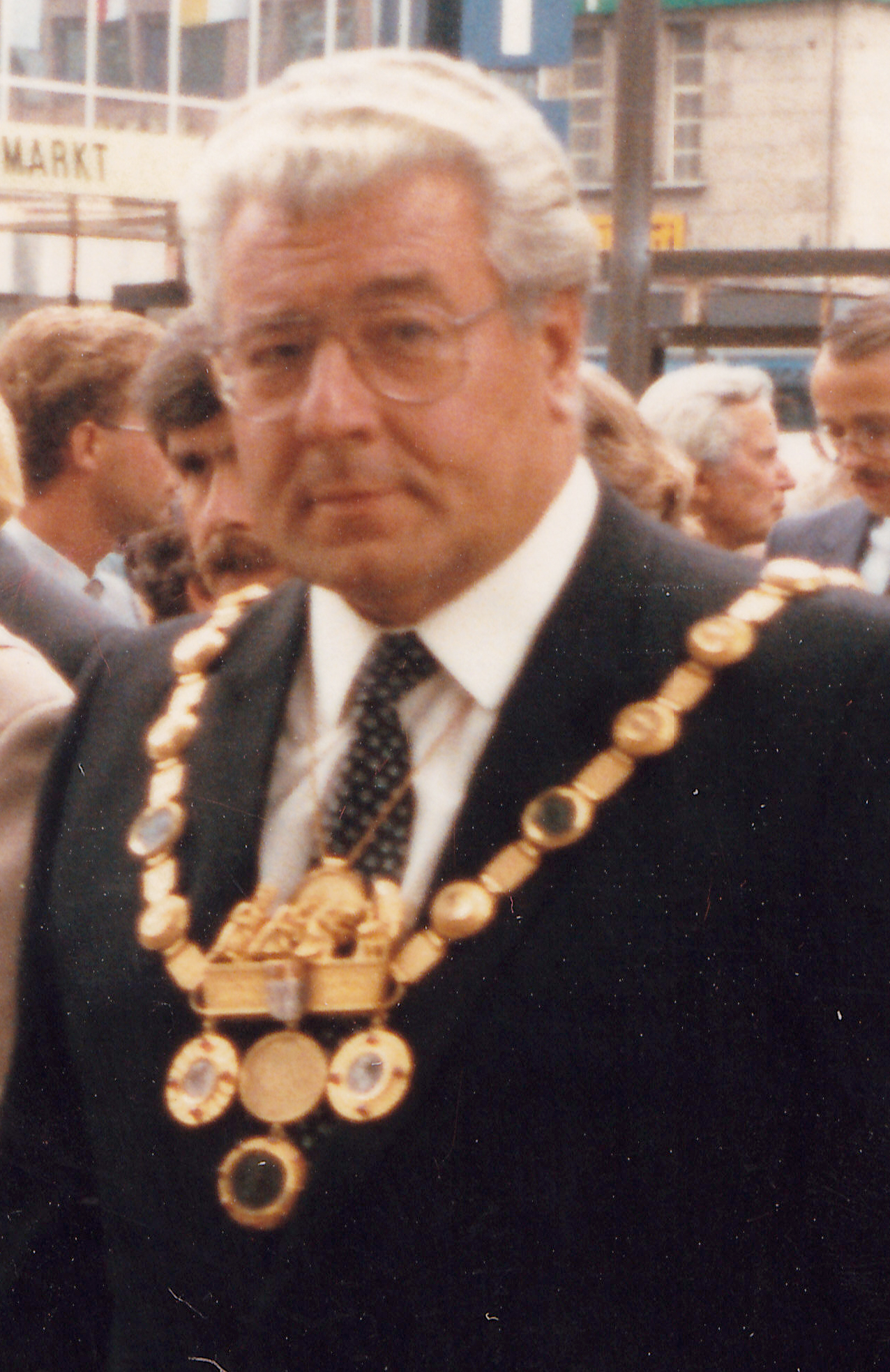
OB Norbert Burger
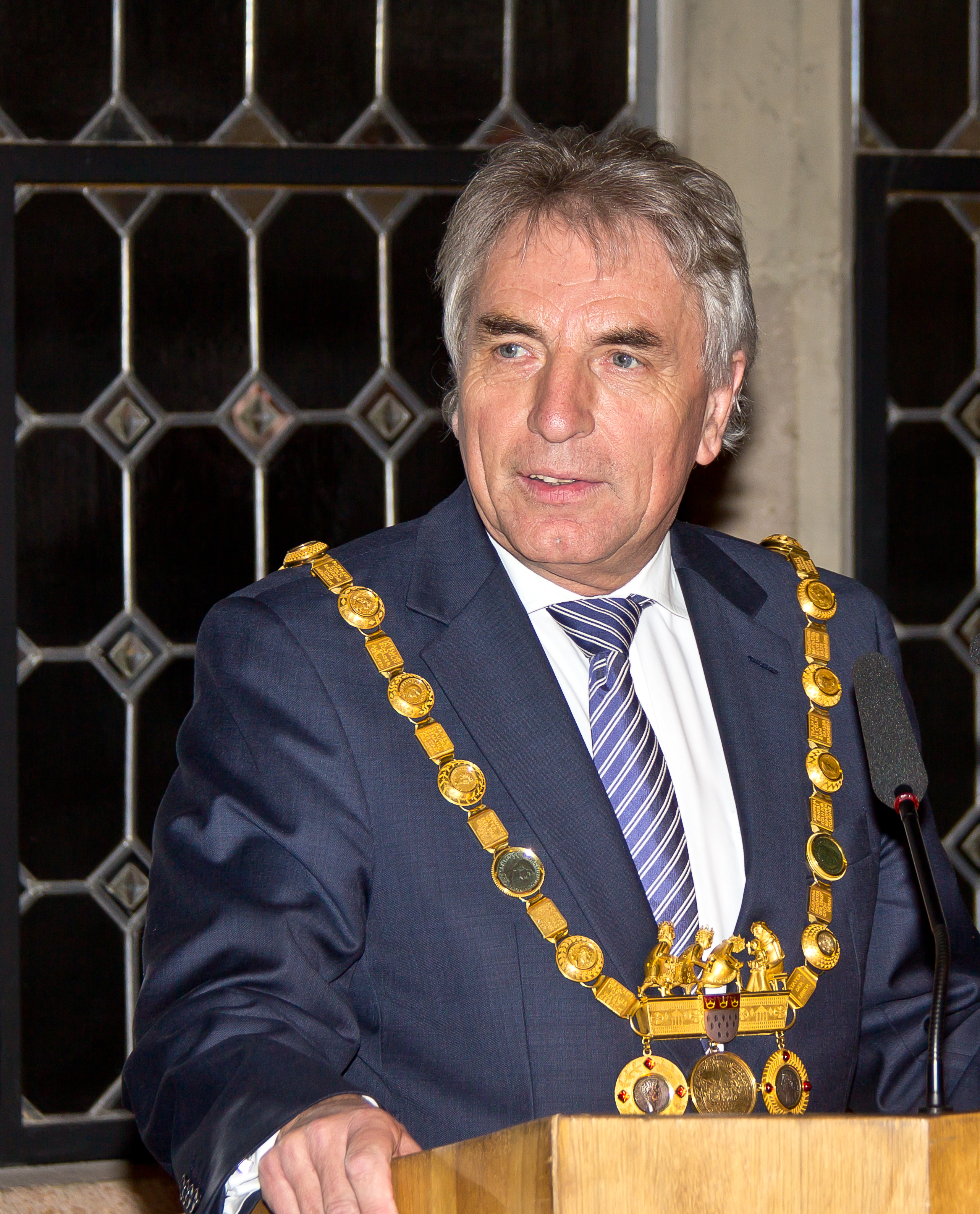
OB Jürgen Roters
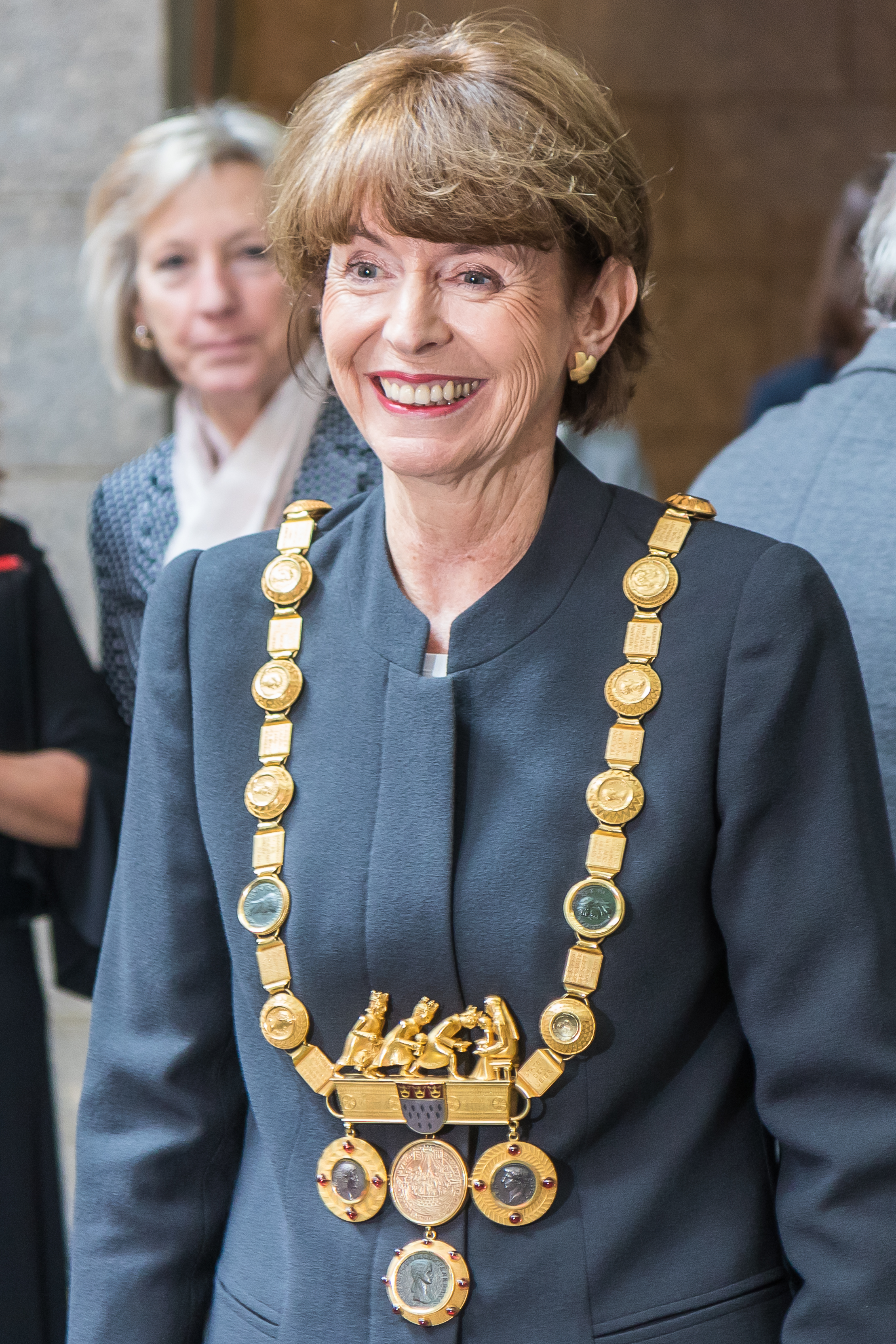
OB Henriette Reker